# Dynastia E
Dynastia E – mezopotamska dynastia królewska, która rządzić miała Babilonią w latach 979–732 p.n.e. Jej nazwa pochodzi z Babilońskiej listy królów A, według której babilońscy władcy od Nabu-mukin-apli (979–944 p.n.e.) do Nabu-szuma-ukina II (732 p.n.e.) należeć mieli do jednej dynastii – właśnie do „dynastii E” (sum. BALA E).
Okres, w którym panować miała „dynastia E”, jest bardzo słabo znany, głównie z powodu małej ilości dostępnych źródeł pisanych. Z tych, które posiadamy, wyłania się ponury obraz kraju pogrążonego w anarchii i chaosie, wywołanym częstymi najazdami i osiedlaniem się plemion aramejskich i chaldejskich. Wybitniejszymi władcami, próbującymi przywrócić spokój i porządek w Babilonii w tym czasie, byli Nabu-apla-iddina (888–855 p.n.e.), Eriba-Marduk (769–761 p.n.e.) i Nabu-nasir (747–734 p.n.e.). Wiadomo też obecnie, iż „dynastia E” była dynastią tylko z nazwy, gdyż mający ją tworzyć władcy mieli różne pochodzenie i należeli tak naprawdę do różnych dynastii.
Należy też wspomnieć, iż według Babilońskiej listy królów A również niektórzy z późniejszych władców należeć mieli do "dynastii E", jak np. Bel-ibni (703–700 p.n.e.) i Muszezib-Marduk (693–689 p.n.e.).